# Ballad
Ballads es el décimo episodio de la primera temporada de la serie de televisión Glee. En este episodio el Glee Club se separa en parejas para cantar baladas. William Schuester (Matthew Morrison) hace pareja con Rachel (Lea Michele) para mostrar como ejemplo de lo que tienen que hacer, y la chica se enamora de él. Los padres de Finn y Quinn se enteran de que Quinn (Dianna Agron) está embarazada, y ella se muda con Finn (Cory Monteith) y su madre luego de que sus padres la echan. Puck (Mark Salling) le revela a Mercedes (Amber Riley) que él es el padre del bebé de Quinn.
Las interpretaciones musicales son siete canciones, entre ellas una mezcla de ""Don't Stand So Close to Me" de The Police y "Young Girl" de Gary Puckett y The Union Gap.Las interpretaciones fueron lanzada para descarga digital. "Balads" fue visto por 7.29 millones de televidentes en Estados Unidos y recibió críticas mixtas por parte de los críticos.
Elizabeth Holmes de The Wall Street Journal y Liz Pardue de Zap2it estaban decepcionados de que Jane Lynch no aparezca en el episodio, aunque Mike Hale, del New York Times que faltó su presencia y que tenía escenas emocianales. Bobby Hankinson del Houston Chronicle considera "Balads", uno de los mejores episodios de Glee hasta la fecha. Dan Snierson de Entertainment Weekly no lo disfruto como el anterior episodio "Wheels", pero lo criticó de manera positiva en general, mientras que Eric Zorn, del Chicago Tribune consideró que era "malo".
Gracias a este capítulo Dianna Agron tuvo la candidatura en los Premios Emmy en la categoría Mejor actriz - Serie de comedia pero no logró entrar en la categoría.

## Trama
El director del Club Glee, Will Schuester (Matthew Morrison) decide dividir al club en parejas para cantar baladas entre sí. Como Matt Rutherford (Dijon Talton) está ausente, Will se ve obligado a tomar su lugar y cantar con Rachel (Lea Michele), que se enamora de él. Will está consternada,y le recuerda a Rachel que una alumna llamada Suzy Pepper (Sarah Drew), también se enamoró de él.Cuando sus sentimientos no fueron correspondidos, estaba tan angustiada que comió un ají muy caliente de México, fue hospitalizada, y tenía que tener un trasplante de esófago. Rachel visita el departamento de la esposa de Will, Terri (Jessalyn Gilsig) la pone a trabajar cocinar y limpiar. Después de un encuentro con Suzy Pepper, durante el cual Suzy explica que las dos son similares y que perseguía.Rachel se da cuenta de sus sentimientos por Will reflejan sus preocupaciones acerca de su propio valor, y se disculpa por su comportamiento. Posteriormente, Will le asegura que encontrará al hombre de su vida que la ama por lo que ella es.
Finn canta con Kurt (Chris Colfer), quien le aconseja a cantar su balada a su hija por nacer. Cuando la madre de Finn, Carole (Romy Rosemont) lo encuentra cantando a un video de ecografía, se deduce que su novia Quinn (Dianna Agron) está embarazada. Finn tiene una cena con Quinn y sus padres Russell y Judy (Gregg Henry y Charlotte Ross), y revela el embarazo de Quinn a ellos en la canción. Russell dice que está muy decepcionado con su hija y Quinn abandona su casa, se muda con Finn y su madre.Kurt se siente responsable de fomentar a Finn para revelar la verdad y se disculpa, cuando Finn le pregunta qué balada cantaría con Kurt tenía la intención de cantar "I Honestly Love You". Puck (Mark Salling) le dice a Mercedes (Amber Riley) que él es el padre del bebé de Quinn, y Mercedes le aconseja a Quinn dejarlo solo. El episodio termina con el coro que se unen para cantar "Lean on Me" para apoyar a Finn y Quinn.

## Producción
"Ballads" fue escrito por Brad Falchuk, los actores recurrentes que aparecen son Brittany (Heather Morris), Santana López (Naya Rivera), Mike Chang (Harry Shum, Jr.). Romy Rosemont interpreta a la madre de Finn (Carole Hudson), donde hace su primera aparición desde el segundo episodio de la serie, Gregg Henry y Charlotte Ross son las estrellas invitadas interpretado a los padres de Quinn, Russell y Judy Fabray. Sarah Drew es interpretado por Suzy Pepper, la estudiante enamorada del Sr. Schuester.
Las interpretaciones musicales son "Endless Love" por Diana Ross y Lionel Richie, "I'll Stand by You" por The Pretenders, "Crush" por Jennifer Paige, "(You're) Having My Baby" por Paul Anka y Odia Coates, "Lean On Me" por Bill Withers, y una mezcla de "Don't Stand So Close to Me" por The Police y "Young Girl" por Gary Puckett y The Union Gap.
Las grabaciones musicales fueron lanzadas sencillos, disponible para descarga digital, y también se incluyen en el álbum Glee: The Music, Volume 2. "Endless Love" llegó al número 87 en Canadá, y. 78 en los Estados Unidos. "I'll Stand by You" alcanzó el número 65 en Canadá y 73 en los Estados Unidos, mientras que "Don't Stand So Close to Me/Young Girl" llegó al número 67 en Canadá y 64 en Estados Unidos.

## Recepción

### Índice de audiencia
"Balads" fue visto por 7.290.000 espectadores Estados Unidos En Canadá, fue el programa más visto de la vigésima semana de emisión, alcanzando 1,74 millones de espectadores. En el Reino Unido , el episodio fue visto por 2.149.000 espectadores (1.752.000 en la E4, y 397.000 en E4 +1), convirtiéndose en el programa más visto en la cadena E4 y E4 +1 de la semana, y uno de los programa más visto en el cable, así como el episodio más visto de la serie.

### Críticas

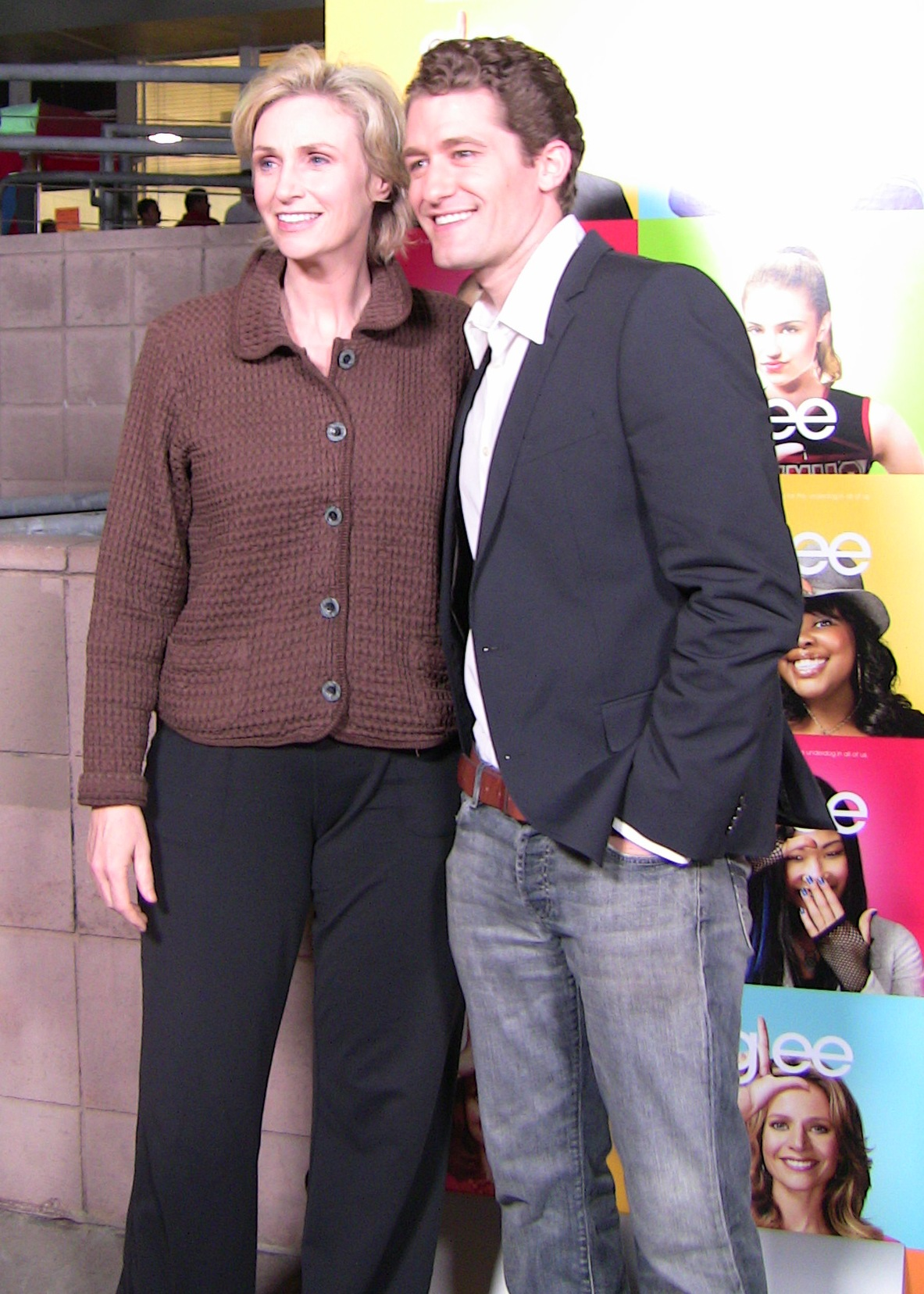
La ausiencia de Lynch (izquierda) fue muy criticada.

El episodio recibió críticas mixtas por parte de los medios gráficos. Elizabeth Holmes para The Wall Street Journal lamenta que Sue Sylvester no apareció en el episodio, aunque se convenció con la trama del embarazo.
Bobby Hankinson para el Houston Chronicle también se mostró satisfecho con la trama del embarazo, y llama "Balads", uno de los mejores episodios de Glee hasta la fecha. Eric Goldman de IGN observó que el episodio de Glee "Balads" demostrado es capaz de entregar un "episodio sólido" sin la presencia de Jane Lynch, la calificación del episodio fue de 8/10. Liz Pardue de Zap2it sentio la falta de Lynch, pero elogió el desempeño de Chris Colfer, como Kurt.
Mike Hale del New York Times comento que faltó la presencia de Sue en el episodio, y escribió que "Ballad" contiene algunas escenas que fueron "emocionantes". Gerrick D. Kennedy para el diario Los Angeles Times elogio al episodio y comento en forma positiva en apoyar al embarazo de Quinn. Dan Snierson de Entertainment Weekly, opinó que "Balads" no era tan bueno como el episodio anterior, "Wheels". James Poniewozik afirmó lo mismo que Dan Snierson de Entertainment Weekly "Ballad" no era tan bueno como "Wheels". Eric Zorn de Chicago Tribune, confirmó que vio Glee por primera vez, y consideró que el episodio era "delirante y malo"